# Florent Le Comte
Florent Le Comte (1655-1712) est un écrivain, graveur et peintre français. Il est l'auteur du Cabinet des singularitez, un dictionnaire biographique d'artistes ayant fait référence.

## Biographie

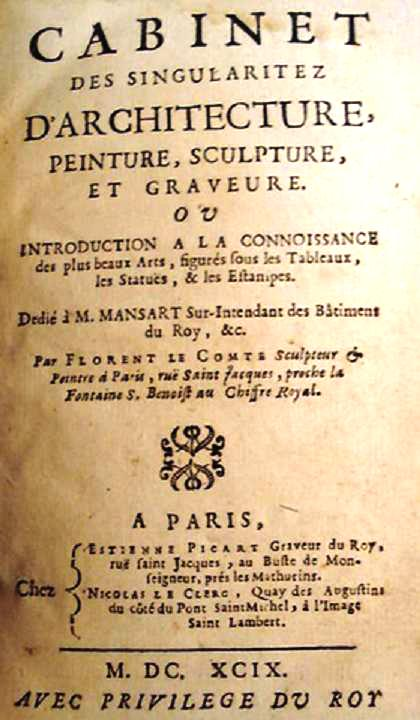
Cabinet des singularitez d’architecture, peinture, sculpture, et graveure, 1699.

Fils de Nicolas Le Comte, marchand de vins à Paris, et de Suzanne Pelletier, fille d'un huissier à verge du Châtelet de Paris, Florent Le Comte demeurait, en 1684, rue du Four, devant la porte de la foire Saint-Germain et dans la maison qu’habitait une jeune femme, Marie Hany, âgée de 36 ans, veuve de Clément de La Haye et qu'il épousa, par contrat du 17 juin 1685, qui le dit âgé de trente ans.
Selon Auguste Jal, « Tous ceux qui se sont occupés de l’histoire des arts connaissent un livre assez mal fait, confus, manquant d’un index des noms propres, qui en rendrait l’usage facile, ouvrage utile d’ailleurs que Florent Le Comte, sculpteur et peintre à Paris, rue Saint-Jacques, donna sous le titre de Cabinet des singularitez d’architecture, peinture, sculpture, et graveure : ou, Introduction a la connoissance des plus beaux arts, figurés sous les tableaux, les statuës, & les estampes, et qu’il dédia à Mansart (3 vol. in-12, 1699). »

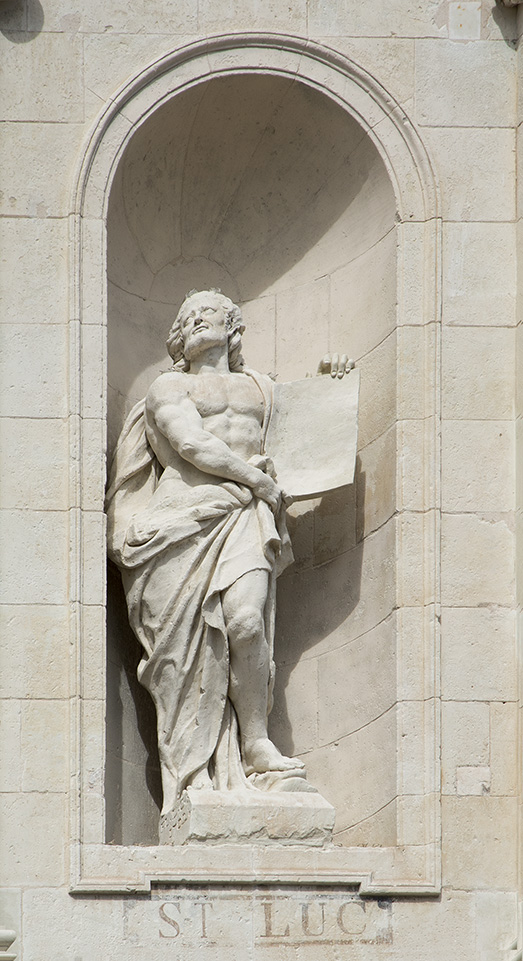
Église Notre-Dame de Richelieu
L'évangéliste saint Luc

Il avait trois sœurs, l’une, Catherine, épousa le 7 décembre 1689 Nicolas Leclerc (1655 ?-1742), libraire, qui fut l’un des premiers éditeurs du Cabinet des singularitez que l’historien Arnold Houbraken a utilisé comme source pour son ouvrage sur les peintres hollandais actifs en France, Le Grand Théâtre des peintres néerlandais. L’autre, Marie, épousa Jacques Le Gendre, maître sculpteur ; la troisième, nommée aussi Marie, épousa un M. Le Roux, officier du Roy. Selon le Rkd.nl, son Cabinet des singularitez a été traduit en néerlandais en 1708. Bien qu’il se soit dit peintre et sculpteur, aucune de ses œuvres n’est connue, cependant Véronique Meyer lui attribue la réalisation des quatre statues des évangélistes de l'église Notre-Dame de Richelieu dont la commande lui aurait été passée en 1701. Le socle de la statue de saint Marc porte la signature Fl. Le Comte/1702.
En 1710, il partage son temps entre Paris et Saumur. Il signe une procuration à son beau-frère, le 22 février 1712, année qui a été prise par ses biographes pour l'année de sa mort. Véronique Meyer signale que 1er juillet 1721 il donne procuration à sa femme pour recevoir des arrérages échus. Le Comte habite alors à Saumur, paroisse de Nantilly. Il est encore cité en 1728 dans une liste des peintres et sculpteurs, il est signalé absent.

## Publications
Florent Le Comte, Cabinet des singularitez d'architecture, peinture, sculpture et graveure ou introduction à la connoissance des plus beaux Arts, figurez sous les tableaux, statuës, & les estampes, t. 1, Paris, chez Étienne Picart et Nicolas Le Clerc, 1699, 410 p. (lire en ligne), t. 2, 1699, 495 p. (lire en ligne), t. 3, 1700, 586 p. (lire en ligne)